# Aphaniosoma minuta
Aphaniosoma minuta är en tvåvingeart som beskrevs av Hardy 1980. Aphaniosoma minuta ingår i släktet Aphaniosoma och familjen gulflugor. Inga underarter finns listade i Catalogue of Life.